# Suzanne Lenglen
Suzanne Lenglen (24. svibnja 1899. – 4. srpnja 1938. ) bila je poznata francuska tenisačica koja je između 1914.i 1926. osvojila 31 turnir. Bila je prva tenisačica koja je postala celebrity i koja je plijenila pozornost svojim trendseterskim načinom života.
Kćer Charlesa i Anais Lenglen rođena je u Compiegneu, koji se nalazi sjeverno od Pariza. Samo nekoliko godina nakon što je počela trenirati tenis već je ostvarila sjajne teniske uspjehe.
Godine 1919. igrala je legendarni wimbledonski finale u pojedinačnoj konkurenciji, a njena protivnica bila je ni manje ni više nego sedmerostruka pobjednica Wimbledona Dorothea Douglas Chambers. Taj meč uživo su pratili i kralj George V. te kraljica Mary. Suzanne je morala spašavati dvije meč lopte ali je u spektakularnoj završnici trećeg seta odigrala briljantno i pobijedila. U karijeri je ukupno osvojila šest wimbledonske i dvije pariške titule (u Roland Garrosu, gdje jedan od središnjih terena danas nosi njeno ime ).